# Parafia św. Mikołaja w Seldovii
Parafia św. Mikołaja – parafia prawosławna w Seldovii; jedna z 9 parafii tworzących dekanat Kenai diecezji Alaski Kościoła Prawosławnego w Ameryce.
Za sprawą działalności rosyjskiej misji prawosławnej na Aleutach i Alasce już ok. 1820 w Seldovii istniała wspólnota wiernych tego wyznania. Posiadali oni wolno stojącą kaplicę, którą w 1891 zastąpiła dzisiejsza cerkiew. W tym samym roku wspólnota w Seldovii zyskała status parafii (wcześniej podlegała parafii w Kenai). Wiadomo, że w 1904 parafia prowadziła również szkołę.
Na początku XXI w., z powodu migracji mieszkańców Seldovii do większych miast, liczba parafian znacznie spadła. Z tego powodu nabożeństwa są odprawiane nieregularnie.